# Biografielijst Pi

## Pia

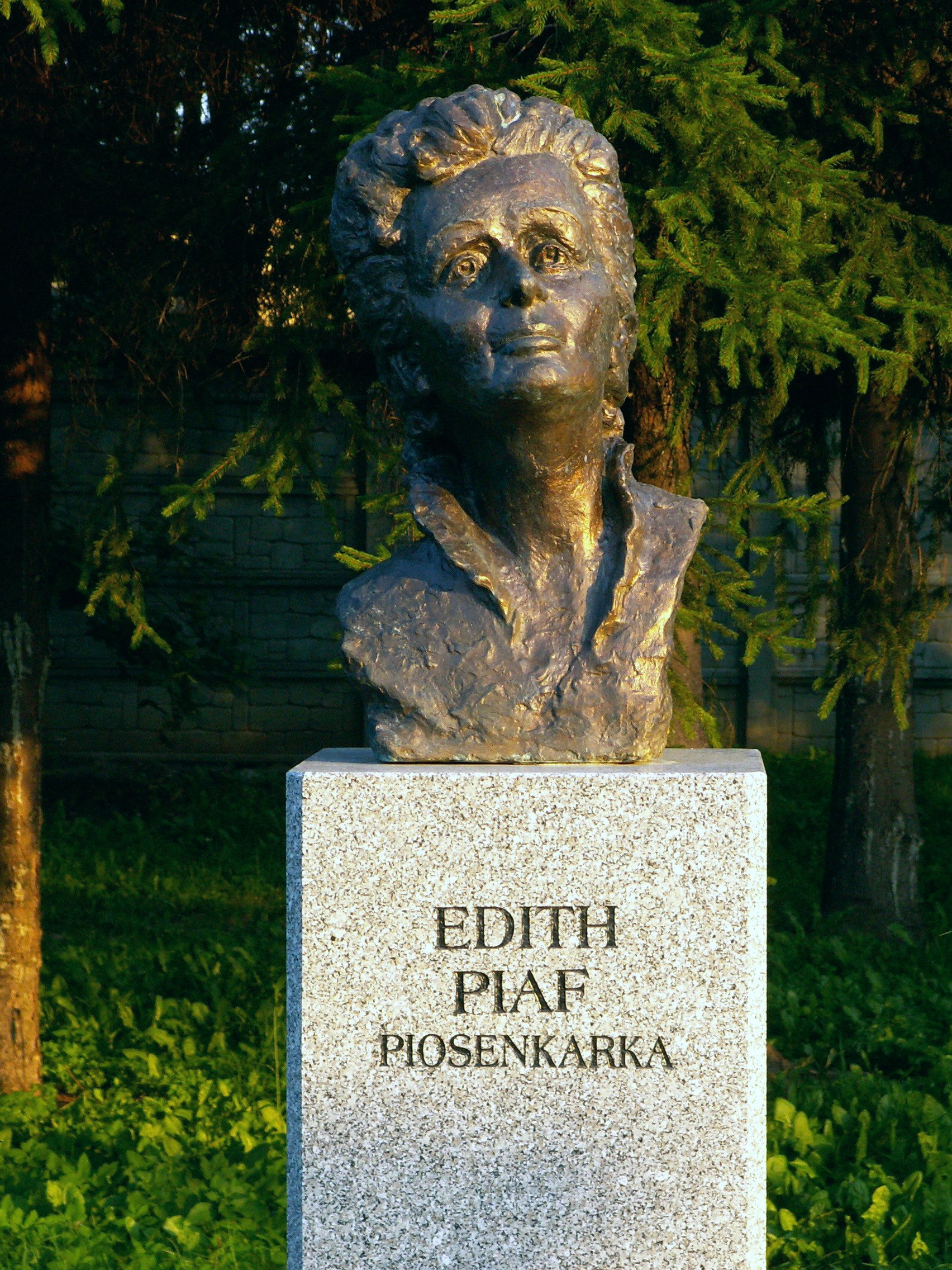
Edith Piaf

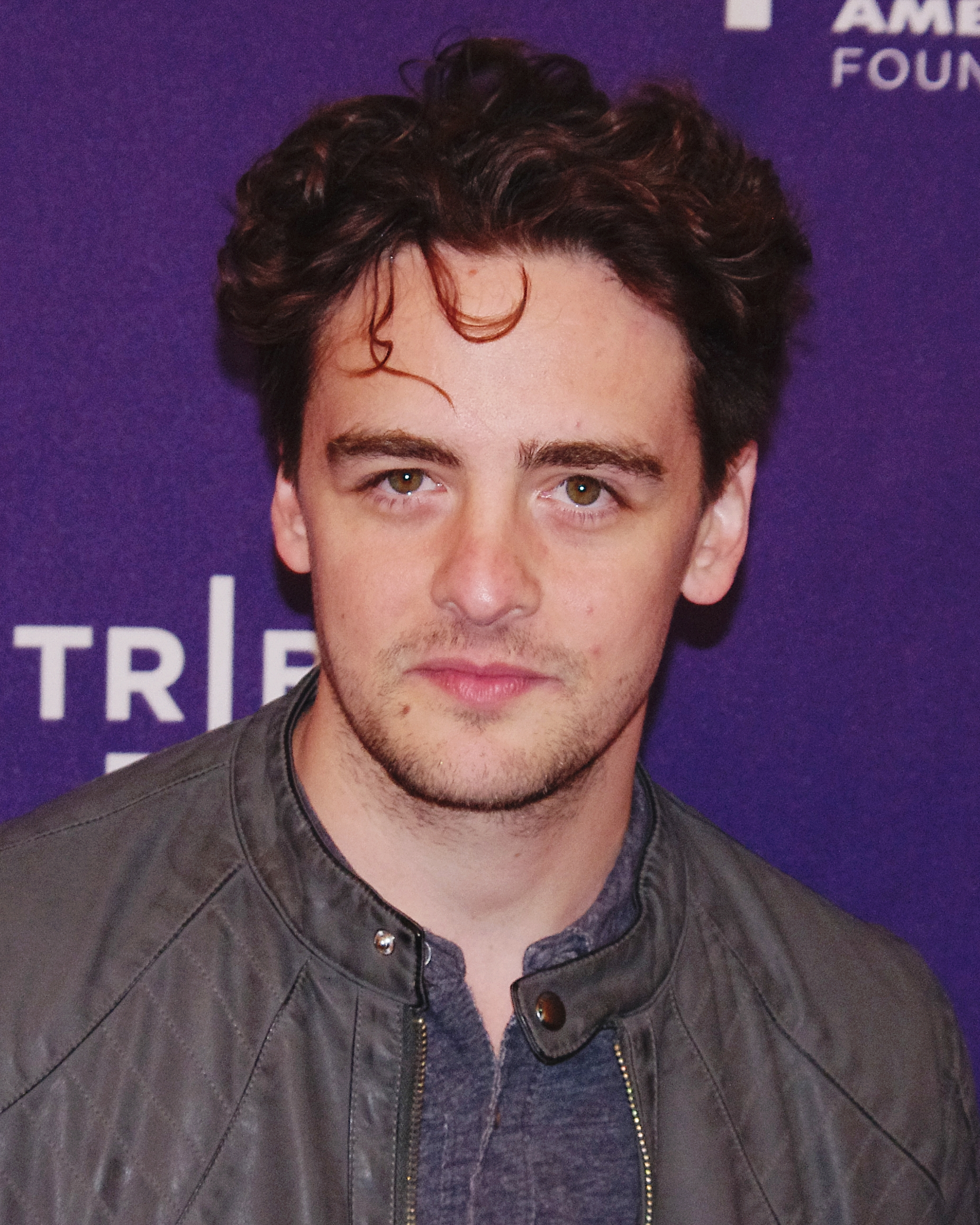
Vincent Piazza 2012

- Ulla Pia (1945-2020), Deens zangeres
- Edith Piaf (1915-1993), Frans zangeres
- Jean Piaget (1896-1980), Zwitsers kinderpsycholoog
- Alfredo Piàn (1912-1990), Argentijns autocoureur
- Renzo Piano (1939), Italiaans architect
- Oscar Piastri (2001), Australisch autocoureur
- Vincent Piazza, Amerikaans acteur
- Astor Piazzolla (1921-1992), Argentijns musicus

## Pic

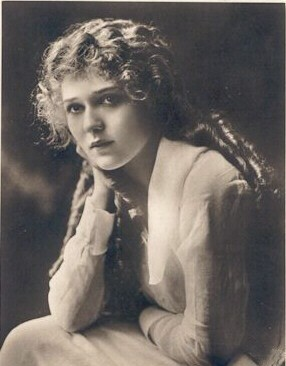
Mary Pickford

- Arthur Pic (1991), Frans autocoureur
- Charles Pic (1990), Frans autocoureur
- Maurice Pic (1866-1957), Frans entomoloog
- Francis Picabia (1879-1953), Frans schilder
- Annemarie Picard (1962), Belgisch actrice
- Antoon Picard (1884-1949), Belgisch arts, hoogleraar en Vlaams activist
- Charles Émile Picard (1856-1941), Frans wiskundige
- Edmond Picard (1836-1924), Belgisch rechtsgeleerde, advocaat, politicus, schrijver en hoogleraar
- Ernest Picard (1821-1877), Frans advocaat, diplomaat en politicus
- François Picard (1921-1996), Frans autocoureur
- Hein Picard (1925-1988), Belgisch econoom, statisticus en hoogleraar
- Hendrik Picard (1883-1946), Belgisch advocaat en politicus
- Henri Picard (1916-1944), Belgisch militair en piloot
- Leo Picard (1888-1981), Belgisch journalist, historicus, schrijver en publicist
- Marie Picard (1872-1915), Belgisch verpleegster
- Michèle Picard (1955), Frans rechter
- Robert Picardo (1953), Amerikaans acteur
- Johan Picardt (1600-1670), Nederlands historicus, landontginner, medicus en predikant
- Alessio Picariello (1993), Belgisch autocoureur
- Pablo Picasso (1881-1973), Spaans schilder
- Auguste Piccard (1884-1962), Zwitsers natuurkundige
- Jacques Piccard (1922-2008), Zwitsers oceanograaf
- Clivio Piccione (1984), Monegaskisch autocoureur
- Oreste Piccioni (1915-2002), Italiaans natuurkundige
- Michel Piccoli (1925-2020), Frans acteur en filmregisseur
- Sven Pichal (1979), Belgisch radio- en televisiemaker
- Pedro Pablo Pichardo (1993), Cubaans atleet
- Leon Pichay (1902-1970), Filipijns schrijver en dichter
- Walter Pichler (1936-2012), Oostenrijks avantgardistisch architect, beeldhouwer, tekenaar en conceptueel kunstenaar
- Alexandre Pichot (1983), Frans wielrenner
- Greenleaf Pickard (1877-1956), Amerikaans radiopionier en uitvinder
- Israel Pickens (1780-1827), Amerikaans politicus
- Craig Pickering (1986), Brits atleet
- Edward Charles Pickering (1846-1919), Amerikaans sterrenkundige
- William Henry Pickering (1858-1938), Amerikaans astronoom
- Jalen Pickett (1999), Amerikaans basketballer
- Leiston Pickett (1992), Australisch zwemster
- Wilson Pickett (1941-2006), Amerikaans soulzanger
- Jack Pickford (1896-1933), Canadees acteur
- Jordan Pickford (1994), Engels voetballer
- Mary Pickford (1892-1979), Canadees-Amerikaans actrice
- Carolyn Pickles (1952), Brits actrice
- Sydney Pickrem (1997), Canadees zwemster
- Robert Pickton (1949-2024), Canadees seriemoordenaar
- Ronald Pickup (1940), Brits acteur
- Pascal Picotte (1969), Canadees motorcoureur
- Mauro Picotto (1966), Italiaans dj en producer
- Kane Picoy, Amerikaans acteur, televisieproducent en schrijver
- Charles Picqué (1948), Belgisch politicus
- Raoul Pictet (1846-1929), Zwitsers schei- en natuurkundige

## Pid
- Jim Piddock (1956), Brits/Amerikaans acteur, filmproducent en scenarioschrijver
- Olena Pidhroesjna (1987), Oekraïens biatlete

## Pie

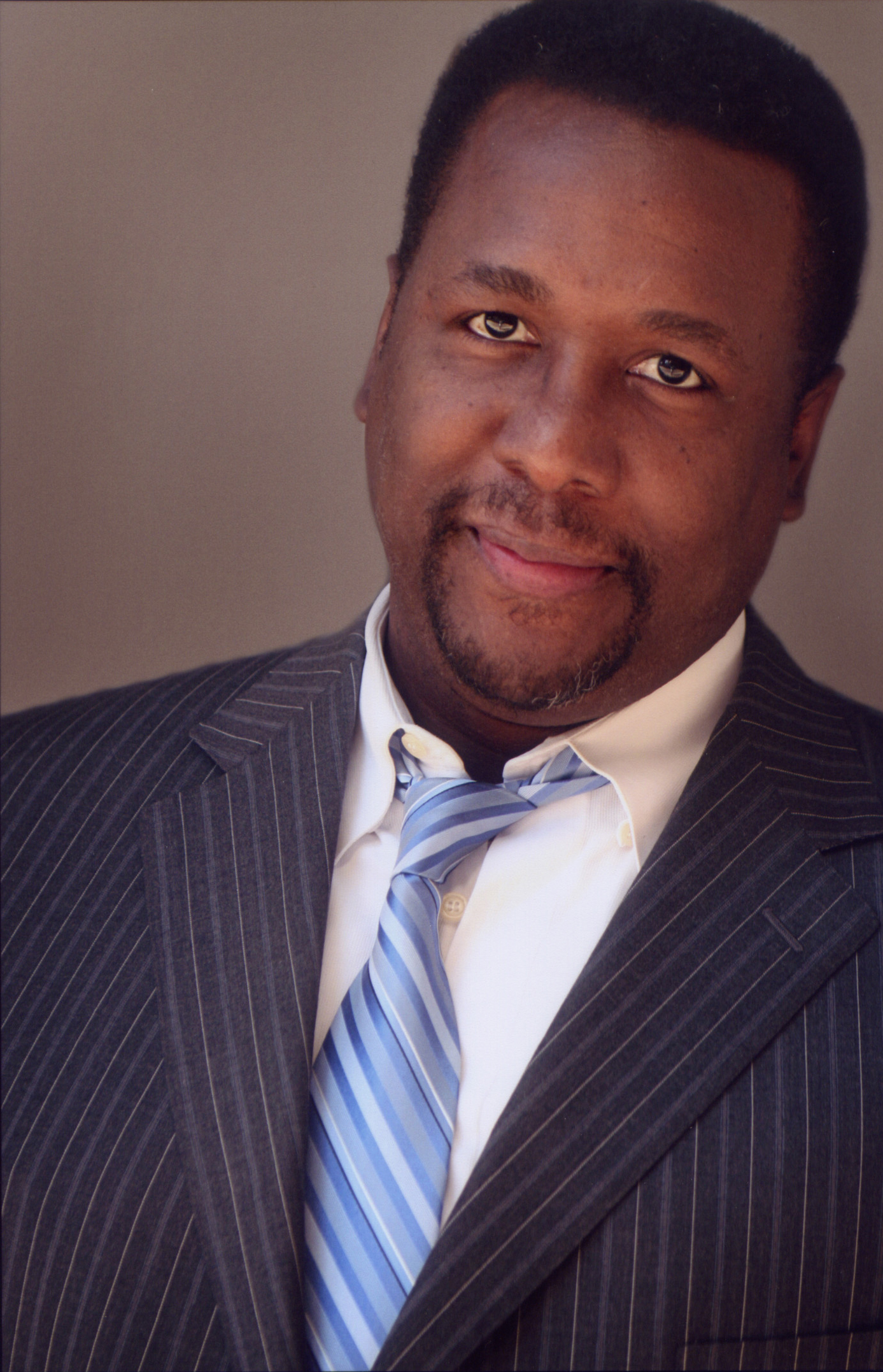
Wendell Pierce, januari 2007

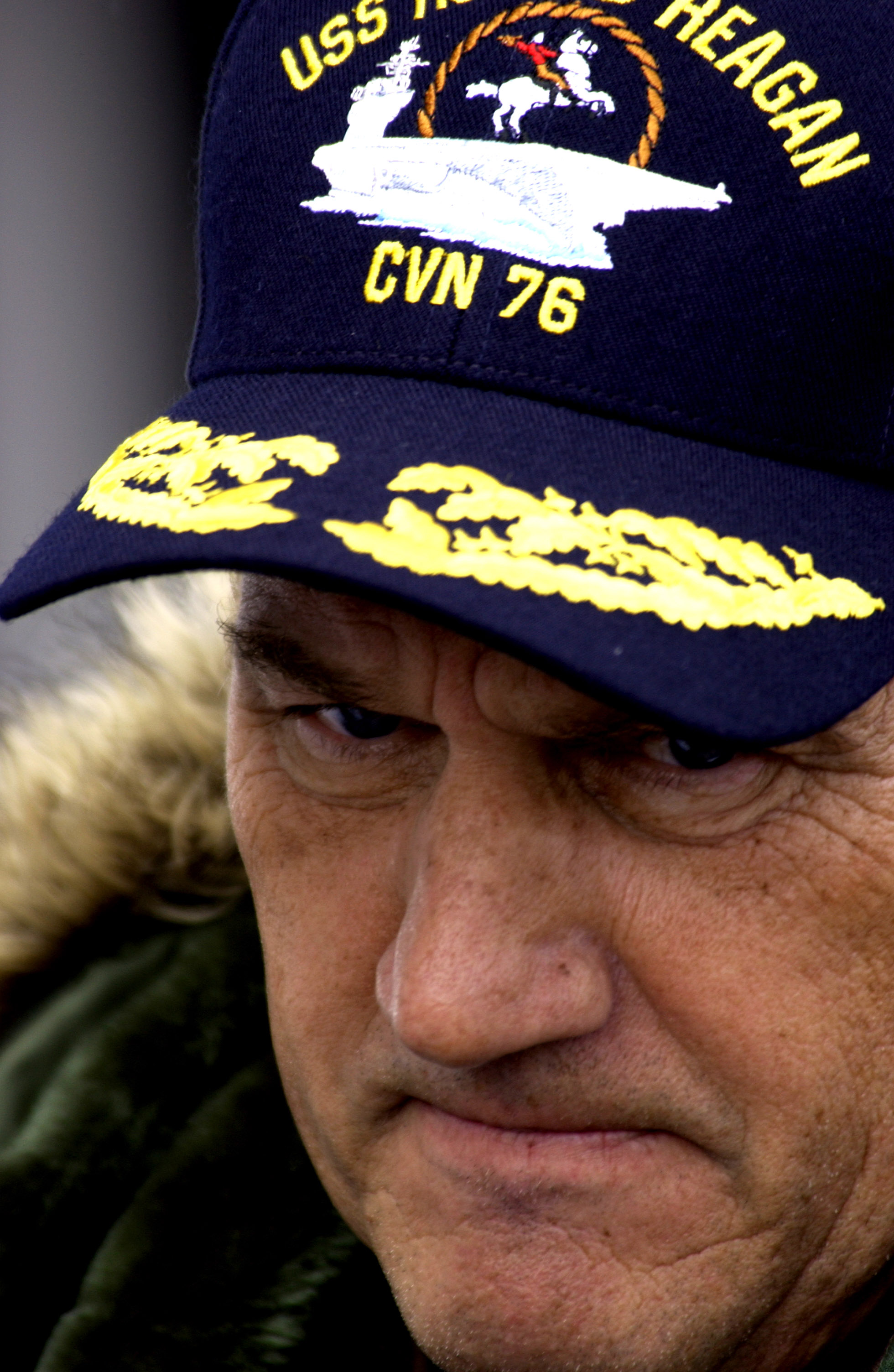
Eric Pierpoint

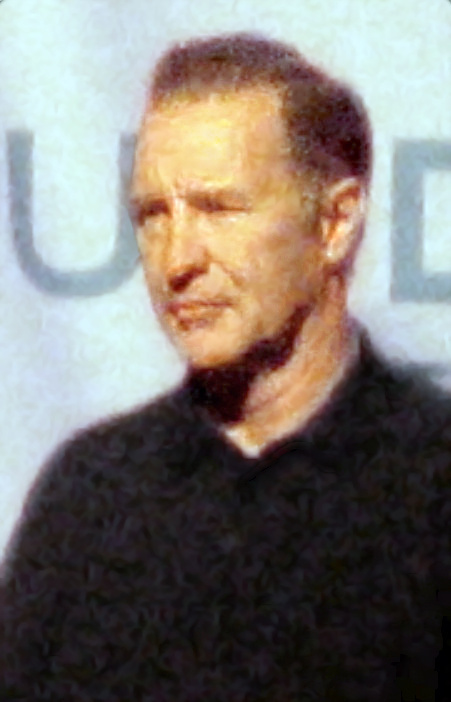
Geoff Pierson (2006)

- Ferdinand Piëch (1937-2019), Oostenrijks industrieel
- Anton Pieck (1895-1987), Nederlands kunstschilder, tekenaar en graficus
- Wilhelm Pieck (1876-1960), Oost-Duits politicus
- Martin Pieckenhagen (1971), Duits voetbaldoelman
- Małgorzata Pieczyńska (1960), Pools-Zweeds actrice
- Juan Piedrahita (1992), Colombiaans autocoureur
- Gerrit Piek (1911-1981), Nederlands beeldhouwer
- Gerrit Piek (1952), Nederlands politicus
- Harry Piekema (1959), Nederlands acteur, televisiepresentator, toneelspeler en regisseur
- Cindy Pielstroom (1970),  Nederlands fotomodel en presentatrice
- Remco Pielstroom (1965), Nederlands waterpolospeler
- Armand Pien (1920-2003), Belgisch weerman
- Johanna Pieneman (1889-1986), Nederlands kunstschilderes
- Claude Piéplu (1923-2006), Frans acteur
- Roger Piérard (1887-?), Belgisch voetballer
- Bradley Pierce (1982), Amerikaans acteur
- George Washington Pierce (1872-1956), Amerikaans natuurkundige
- John Robinson Pierce (1910-2002), Amerikaans elektrotechnicus en SF-schrijver
- Mary Pierce (1975), Frans tennisster
- Stack Pierce, Amerikaans acteur en toneelregisseur
- Wendell Pierce (1963), Amerikaans acteur en filmproducent
- Violet Piercy (1889-1972), Brits atlete
- Alessandro Pier Guidi (1983), Italiaans autocoureur
- Ghislaine Pierie (1969-2023), Nederlands actrice en regisseuse
- Kik Pierie (2000), Nederlands voetballer
- Faried Pierkhan (1960), Surinaams zakenman en voormalig minister
- Hubert Pierlot (1883-1963), Belgisch politicus en premier
- Blake Pieroni (1995), Amerikaans zwemmer
- Eric Pierpoint (1950), Amerikaans acteur
- Abbé Pierre (1912-2007), Frans geestelijke, verzetsstrijder en politicus (Henri Grouès)
- Barbara Pierre (1986), Haïtiaans-Amerikaans atlete
- DBC Pierre (1962), Australisch schrijver
- Guy Pierre (1961), Belgisch atleet
- Nicolas Pierre (1984), Belgisch atleet
- Evariste Pierron (1843-1898), Belgisch syndicalist en politicus
- Sander Pierron (1872-1945), Belgisch auteur, journalist en kunstcriticus
- Annamay Pierse (1983), Canadees zwemster
- Theunis Piersma (1958), Nederlands bioloog en ecoloog
- Allard Pierson (1831-1896), Nederlands geschiedkundige, predikant, taalkundige en theoloog
- Geoff Pierson (1949), Amerikaans acteur en filmregisseur
- Hendrik Pierson (1834-1923), Nederlands predikant
- Jan Lodewijk Pierson Jr. (1893-1979), Nederlands dichter, schrijver, publicist, taalkundige en fascist
- Jan Lodewijk Pierson Sr. (1854-1944), Nederlands bankier
- Josh Pierson (2006), Amerikaans autocoureur
- Nicolaas Pierson (1839-1909), Nederlands bankier, econoom en politicus
- Niek Pierson (1953-2007), Nederlands ondernemer en filantroop
- Matt Piet (ca. 1990), Amerikaans pianist en componist
- Jarzinho Pieter (1987-2019), Curaçaos voetballer
- Alain Pieters (1958), Belgisch politicus
- Alphonse Pieters (1845-1912), Belgisch politicus
- Amy Pieters (1991), Nederlands wielrenster
- Andries Pieters (1916-1952), Nederlands oorlogsmisdadiger
- Brandon Pieters (1976), Zuid-Afrikaans golfer
- Cornelis Pieters (1919-1993), Nederlands zanger, bekend onder het pseudoniem Manke Nelis
- Danny Pieters (1956), Belgisch politicus
- Dick Pieters (1941), Nederlands kunstschilder
- Dirk Pieters (1954), Belgisch politicus
- Ed Pieters (1924-1990), Nederlands schrijver en geestelijke
- Ellen Pieters (1964), Nederlands actrice en zangeres
- Erik Pieters (1988), Nederlands voetballer
- Evert Pieters (1856-1932), Nederlands kunstschilder
- Francis Pieters (1947), Belgisch pedagoog en muziekcriticus
- Godfried Pieters (1936), Nederlands beeldhouwer
- Guido Pieters (1948), Nederlands regisseur
- Ian Jacob Pieters (1925-2020), Nederlands beeldhouwer
- Jean-Jacques Pieters (1943-2019), Belgisch saxofonist en klarinettist
- Jozef Pieters (1898-1960), Nederlands kunstschilder
- Jules Pieters (1900-1974), Nederlands ambtenaar, jurist en hoogleraar
- Kees Pieters (1966), Nederlands korfbalscheidsrechter
- Kim Pieters (1979), Nederlands actrice
- Leo Pieters (1962), Belgisch politicus
- Ludo Pieters (1921-2008), Nederlands ondernemer
- Peter Pieters (1962), Nederlands wielrenner
- Peter Pieters (1965), Belgisch atleet
- Roy Pieters (1951), Curaçaos politicus
- Roy Pieters (1989), Nederlands baanwielrenner
- Sjaak Pieters (1957), Nederlands wielrenner
- Sven Pieters (1976), Belgisch atleet
- Thomas Pieters (1992), Belgisch golfer
- Tim Pieters (2001), Nederlands voetballer
- Trees Pieters (1945), Belgisch politica
- Vivian Pieters (1953), Nederlands regisseur
- Eddy Pieters Graafland (1934), Nederlands voetbaldoelman
- Ernie Pieterse (1938), Zuid-Afrikaans autocoureur
- Fleur Pieterse (1978), Nederlands paralympisch sportster
- Jan Pieterse (1942), Nederlands wielrenner
- Maria Pietilä-Holmner (1986), Zweeds alpineskiester
- Paul Pietsch (1911), Duits autocoureur
- Josly Piette (1943), Belgisch syndicalist en politicus
- Ludovic Piette (1826-1878), Frans kunstschilder
- Amy Pietz (1969), Amerikaans actrice

## Pif
- Marvin Pifer (1928-1974), Amerikaans autocoureur
- Friedrich Gustav Piffl (1864-1932), Oostenrijk-Hongaars geestelijke

## Pig
- Theo Pigeaud (1899-1988), Nederlands taalkundige
- Emmanuel Piget (1984), Frans autocoureur
- Lester Keith Piggott (1935-2022), Engels jockey
- Paola Pigni (1945-2021), Italiaans atlete
- Chinyere Pigot (1993), Surinaamse zwemster
- Cor Pigot (1947), Surinaams politicus
- Spencer Pigot (1993), Amerikaans autocoureur
- Tim Pigott-Smith (1946-2017), Brits acteur
- Analia Pigrée (2001), Frans zwemster

## Pih
- Arnold Pihlak (1902-1982), Estisch voetballer

## Pii
- Jakob Piil (1973), Deens wielrenner
- Peetu Piiroinen (1988), Fins snowboarder
- Petja Piiroinen (1991), Fins snowboarder
- Raio Piiroja (1979), Estisch voetballer

## Pij
- Cornelis Pijnacker (1570-1645), Nederlands cartograaf, hoogleraar en diplomaat
- Inez Pijnenburg (1949), Nederlands lerares en politica
- Jan Pijnenburg (1955), Nederlands drummer
- Jan Pijnenburg (1906-1979), Nederlands wielrenner
- Stan Pijnenburg (1996), Nederlands zwemmer
- Willem Pijper (1894-1947) Nederlands componist
- Arno Pijpers (1959), Nederlands voetbaltrainer
- Harmke Pijpers (1946), Nederlands journaliste en presentatrice

## Pik
- Jan Piket (1925-2020), Nederlands hoogleraar
- Thomas Piketty (1971), Frans econoom
- Noelle Pikus-Pace (1982), Amerikaans skeletonster

## Pil
- Gregorio del Pilar (1875-1899), Filipijns generaal
- Marcelo del Pilar (1850-1896), Filipijns nationalist en schrijver
- Pio del Pilar (1860-1931), Filipijns generaal
- Benedetta Pilato (2005), Italiaans zwemster
- Pontius Pilatus (+37?), Romeins procurator van Judea (26-36)
- Tomasz Pilch (2000), Pools schansspringer
- Witold Pilecki (1901-1948), Pools beroepsmilitair en verzetsman
- Patrick Pilet (1981), Frans autocoureur
- Teddy Pilette (1942), Belgisch autocoureur
- Andy Pilgrim (1956), Brits-Amerikaans autocoureur
- Paul Pilgrim (1883-1958), Amerikaans atleet
- Filip De Pillecyn (1891-1962), Vlaams schrijver
- Paolo Pillitteri (1940-2024),  Italiaans burgemeester
- Veno Pilon (1896-1970), Sloveens kunstenaar
- Louis Pilot (1940-2016), Luxemburgs voetballer en voetbalcoach

## Pim
- Denis Pimankov (1975), Russisch zwemmer
- Pimen I van Moskou (1910-1990), 14e Patriarch van Moskou
- Heleen Pimentel (1916-2008), Nederlands actrice
- José de Jesús Pimiento Rodríguez (1919-2019), Colombiaans kardinaal
- António Alberto Bastos Pimparel (1982), Portugees voetballer

## Pin

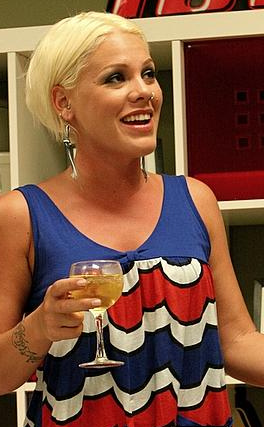
P!nk

- Doriane Pin (2004), Frans autocoureur
- Silvia Pinal (1931-2024), Mexicaans actrice en politica
- Marie-Thérèse Pinaut (1734-1793), prominent figuur in de Brabantse Omwenteling en tijdens de Verenigde Nederlandse Staten
- Willem Pince van der Aa (19??), Nederlands boekhandelaar en oplichter
- Trevor Pinch (1952-2021), Brits socioloog en muzikant
- Adam Pine (1976), Australisch zwemmer
- Larry Pine (1945), Amerikaans acteur
- Jérôme Pineau (1980), Frans wielrenner
- Luigi Pinedo (1926-2007), Curaçaos kunstschilder
- Ramón Piñeiro (1991), Spaans autocoureur
- Bartolomeo Pinelli (1771-1835), Italiaans tekenaar, etser en schilder
- Sebastián Piñera (1949-2024), Chileens politicus
- Ophir Pines-Paz (1961), Israëlisch politicus
- Roger Pingeon (1940-2017), Frans wielrenner
- Octacílio Pinheiro Guerra (1909-1967), Braziliaans voetballer
- Andrea Pininfarina (1957-2008), Italiaans carrosserieontwerper
- P!nk (1979), Amerikaans zangeres
- Pink (1911-1992), Belgisch stripauteur, illustrator en cartoonist; pseudoniem van Eugeen Hermans
- Eva Pinkelnig (1988), Oostenrijks schansspringster
- Allan Pinkerton (1819-1884), Amerikaans detective
- Daniel Pinkham (1923-2006), Amerikaans componist
- Menachem Pinkhof (1920-1969), Nederlands-Israëlisch onderwijzer en verzetsstrijder
- Mirjam Pinkhof (1916-2011), Nederlands-Israëlisch onderwijzeres en verzetsstrijdster
- Philip Pinkhof (1882-1956), Nederlands journalist en theatertekstschrijver
- Tonya Pinkins (1962), Amerikaans actrice
- Harm Pinkster (1942-2021), Nederlands hoogleraar Latijn
- Augusto Pinochet (1915-2006), Chileens generaal en dictator
- Lucía Hiriart de Pinochet (1923-2021), echtgenote van de vroegere president-dictator van Chili
- Xavier Pinsach (1996), Spaans motorcoureur
- Colleen Zenk Pinter (1953), Amerikaans actrice
- Harold Pinter (1930-2008), Brits toneelschrijver
- Mark Pinter (1950), Amerikaans acteur
- Aäron Adolf de Pinto (1828-1907), Nederlands jurist en vicepresident van de Hoge Raad
- Abraham de Pinto (1811-1878), Nederlands advocaat
- António Pinto (1966), Portugees atleet
- Jorge Luis Pinto (1952), Colombiaans voetbaltrainer
- Sam Pinto (1989), Filipijns reclamemodel en actrice
- Alexis Pinturault (1991), Frans alpineskiër
- Karel Pinxten (1903-1956), Belgisch econoom
- Garrie van Pinxteren (1958), Nederlands journaliste
- Jeanine van Pinxteren (1949-2025), Nederlands politica en kunstenares
- Giampiero Pinzi (1981), Italiaans voetballer

## Pio
- Tino Piontek (1980), Duits muziekproducer
- Fernand Piot (1925-2007), Belgisch politicus
- Peter Piot (1949), Belgisch arts en VN-functionaris
- Luigi Piotti (1913-1971), Italiaans autocoureur

## Pip
- Billie Piper (1982), Engels actrice en zangeres
- Carly Piper (1983), Amerikaans zwemster
- David Piper (1930), Brits autocoureur
- Roddy Piper (1954-2015), Canadees acteur en professioneel worstelaar
- Tomislav Piplica (1969), Bosnisch-Kroatisch voetballer en voetbalcoach
- Uta Pippig (1965), Duits atlete

## Piq
- Gerard Piqué (1987), Spaans voetballer
- Mitchell Piqué (1979), Nederlands voetballer
- Concha Piquer (1908-1990), Spaans zangeres en actrice
- Nelson Piquet (1952), Braziliaans autocoureur
- Nelson Piquet jr. (1985), Braziliaans autocoureur
- Pedro Piquet (1998), Braziliaans autocoureur

## Pir
- Anne-Marie Pira (1955), Belgisch atlete
- Luigi Pirandello (1867-1936), Italiaans schrijver
- Giovanni Battista Piranesi (1720-1778), Italiaans graficus
- Frits Pirard (1954), Nederlands wielrenner
- Vasja Pirc (1907-1980), Sloveens en Joegoslavisch schaker
- Leopoldo Pirelli (1925-2007), Italiaans industrieel
- Henri Pirenne (1862-1935), Belgisch historicus
- Edmond Piret-Goblet (1829-1915), Belgisch politicus
- Vicky Piria (1993), Italiaans autocoureur
- Norman Pirie (1907-1997), Brits biochemicus en viroloog
- Jacques Pirlot (1925), Belgisch atleet
- Eudore Pirmez (1830-1890), Belgisch politicus
- Rajko Pirnat (1951), Sloveens jurist en politicus
- Renato Pirocchi (1933-2002), Italiaans autocoureur
- Jean-Baptiste Piron (1896-1974), Belgisch militair
- Pieter Piron (?), Vlaams acteur
- Didier Pironi (1952-1987), Frans coureur
- Fabrizio Pirovano (1960-2016), Italiaans motorcoureur
- Jim Pirri, Amerikaans acteur
- Robert M. Pirsig (1928-2017), Amerikaans schrijver
- Freya Piryns (1976), Belgisch politica

## Pis

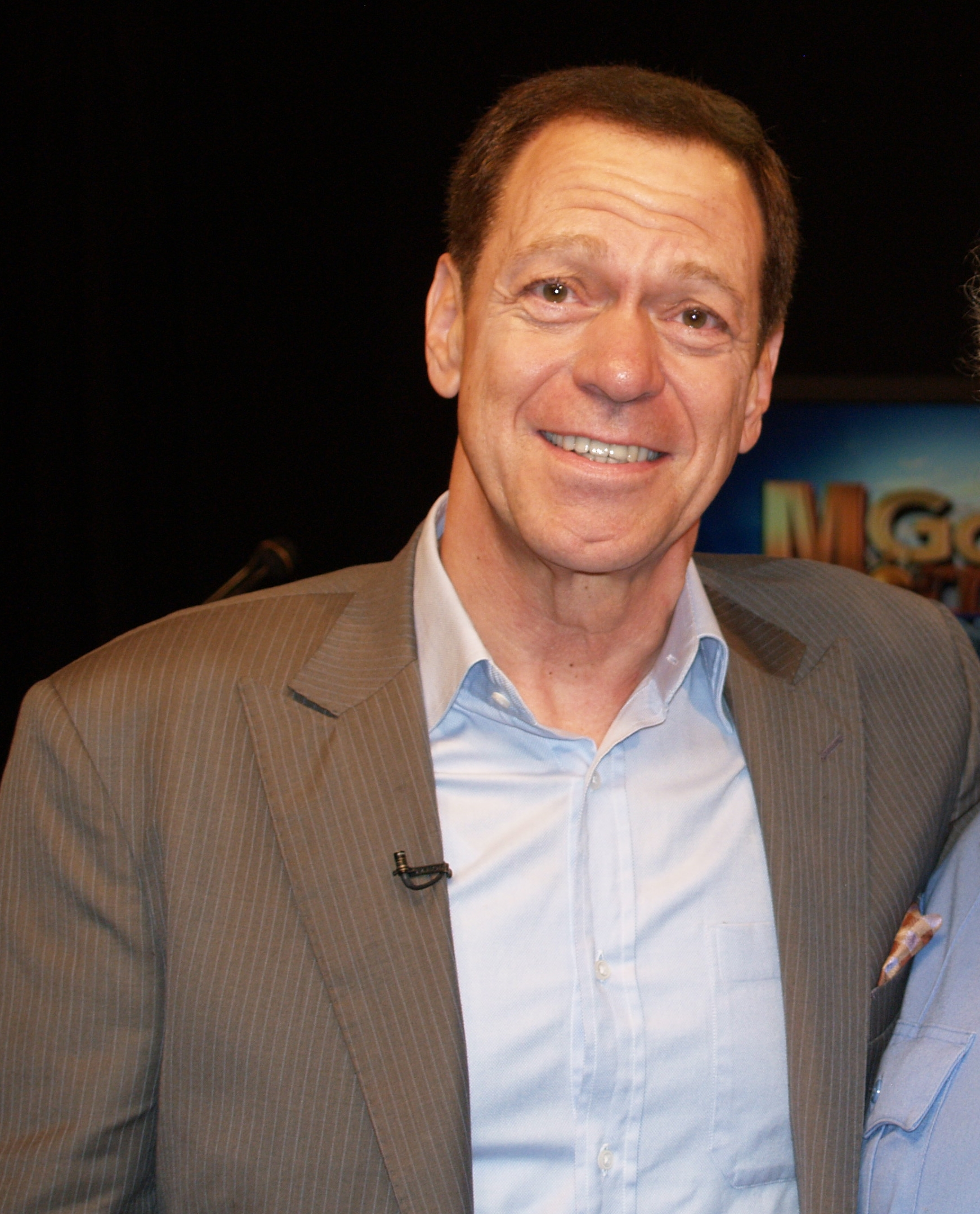
Joe Piscopo, 2009

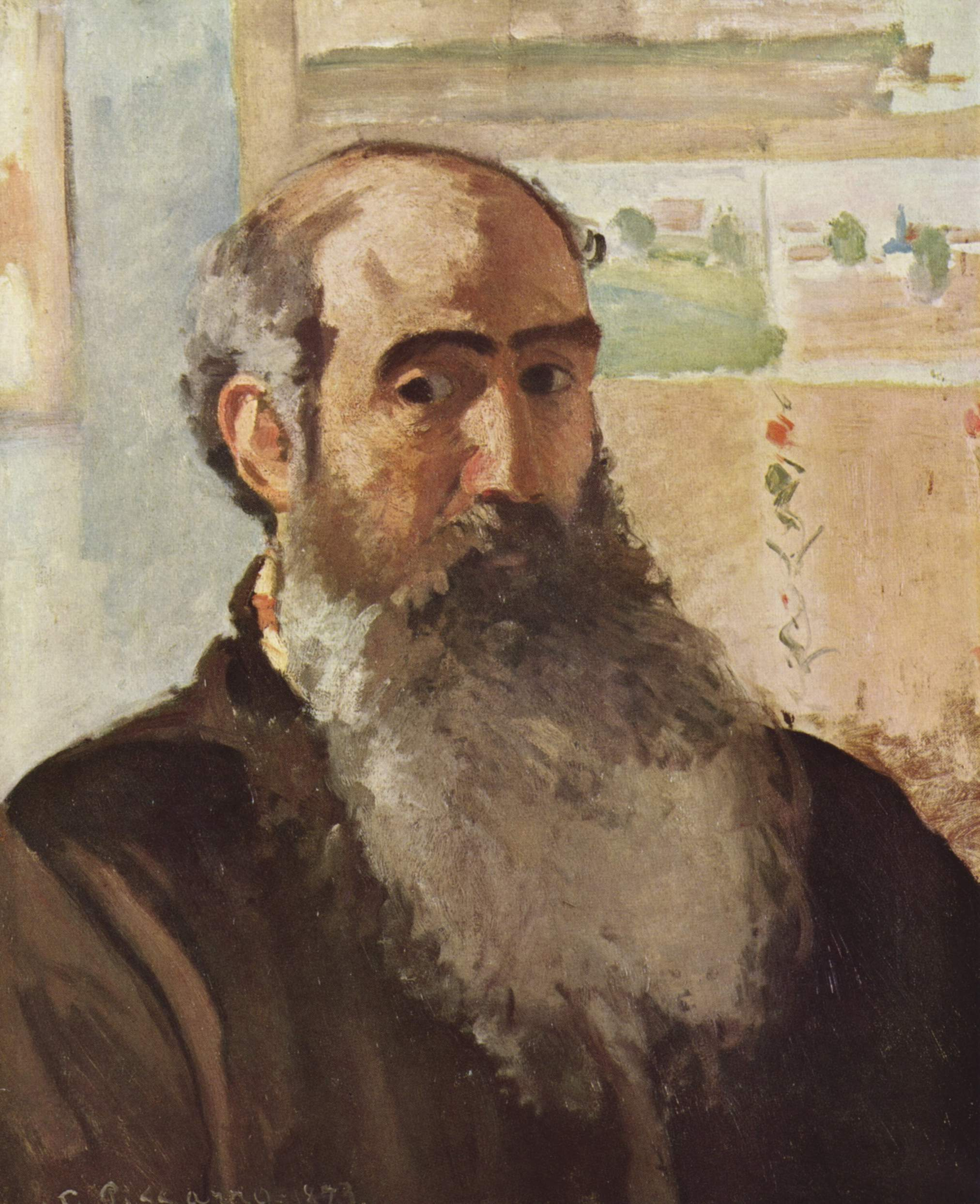
Camille Pissaro

- Leonardo van Pisa (ca. 1170-1240), Italiaans wiskundige
- Sandra Pisani (1959-2022), Australisch hockeyster
- Nadzeja Pisareva (1988), Wit-Russisch biatlete
- Vesna Pisarović (1978), Kroatisch zangeres
- Erwin Piscator (1893-1966), Duits toneelregisseur
- Edoardo Piscopo (1988), Italiaans autocoureur
- Joe Piscopo (1951), Amerikaans acteur, filmproducent, scenarioschrijver en komiek
- Elena Cornaro Piscopia (1646-1684), Italiaans wetenschapster en oblate van de Benedictijnerorde
- Pisistratus (6e eeuw v.Chr.), tiran van Athene
- Darja Pisjtsjalnikova (1985), Russisch atlete
- Erland Pison (1974), Vlaams politicus en advocaat
- Joop Pison (1952), Nederlands militair
- Camille Pissarro (1830-1903), Frans kunstschilder
- Tom Pistone (1929), Amerikaans autocoureur
- Oscar Pistorius (1986), Zuid-Afrikaans paralympisch atleet
- Jean-Louis Pisuisse (1880-1927), Nederlands cabaretier
- Leszek Pisz (1966), Pools voetballer

## Pit
- Adriaan Pit (1860-1944), Nederlands kunsthistoricus, museumdirecteur en auteur
- Jan Pit (1941-2008), Nederlands zendeling, christelijk schrijver en spreker
- Lubertus Pit (1941), Nederlands politicus
- Lydia Pit (1969), Nederlands zangeres
- Meine Pit (1931-2014), Nederlands politicus
- Peter Pit (1933-1999), Nederlands-Amerikaans goochelaar
- Néstor Pitana (1975), Argentijns voetbalscheidsrechter
- André Piters (1931), Belgisch voetballer
- Pitigrilli (1893-1975), Italiaans schrijver
- Samuel Pitiscus (1637-1727), Nederlands geschiedschrijver
- Tero Pitkämäki (1982), Fins atleet
- Antonie Sminck Pitloo (1790-1837), Nederlands kunstschilder
- Gene Pitney (1941-2006), Amerikaans zanger en tekstschrijver
- Anne Pitoniak (1922-2007), Amerikaans actrice
- Jonathan Pitroipa (1986), Burkinees voetballer
- Aleksandr Pitsjoesjkin (1974), Russisch winkelbediende en seriemoordenaar
- Andrew Pitt (1976), Australisch motorcoureur
- Brad Pitt (1963), Amerikaans acteur
- David Pittard (1992), Brits autocoureur
- Gianni Pittella (1958), Italiaans politicus
- Jana Pittman (1982), Australisch atlete
- Niels Pittomvils (1992), Belgisch atleet
- Jacob Pitts (1979), Amerikaans acteur
- Tony Pitts (1962), Brits acteur en scenarioschrijver
- David Pittu (1967), Amerikaans acteur
- Victor Pițurcă (1956), Roemeens voetballer en voetbalcoach

## Piu

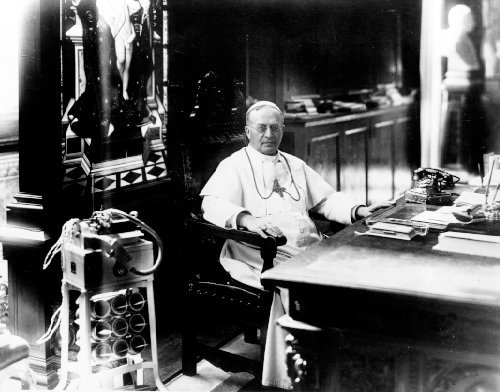
Paus Pius XI

- Mario Più (1965), Italiaans dj/producer
- Antoninus Pius (86-161), keizer van Rome (138-161)
- Pius VI (1717-1799), Italiaans paus (1775-1799)
- Pius VII (1740-1823), Italiaans paus (1800-1823)
- Pius VIII (1761-1830), Italiaans paus (1829-1830)
- Pius IX (1792-1878), Italiaans paus (1846-1878)
- Pius X (1835-1914), Italiaans paus (1903-1914)
- Pius XI (1857-1939), Italiaans paus (1922-1939)
- Pius XII (1876-1958), Italiaans paus (1939-1958)

## Piv
- Josip Pivarić (1989), Kroatisch voetballer
- Étienne Pivert de Senancour (1770-1846), Frans schrijver

## Pix
- Hippolyte Pixii (1818-1835), Frans instrumentenbouwer

## Piy
- Redza Piyadasa (1939-2007), Maleisisch kunstenaar en kunstcriticus

## Piz

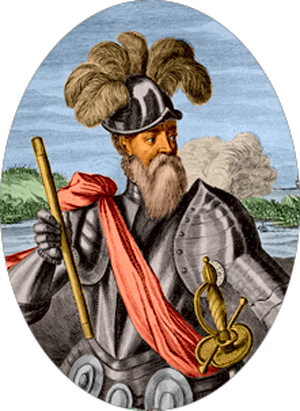
Francisco Pizarro

- David Pizarro (1979), Chileens voetballer
- Francisco Pizarro (ca. 1471-1541), Spaans ontdekkingsreiziger
- Jaime Pizarro (1964), Chileens voetballer en voetbalcoach
- Franco Pizzali (1934-2021), Italiaans wielrenner
- Samuel Pizzetti (1986), Italiaans zwemmer
- Francesco Pizzi (2004), Italiaans autocoureur
- Nilla Pizzi (1919-2011), Italiaans zangeres
- Luca Pizzini (1989), Italiaans zwemmer